# Cartezianism

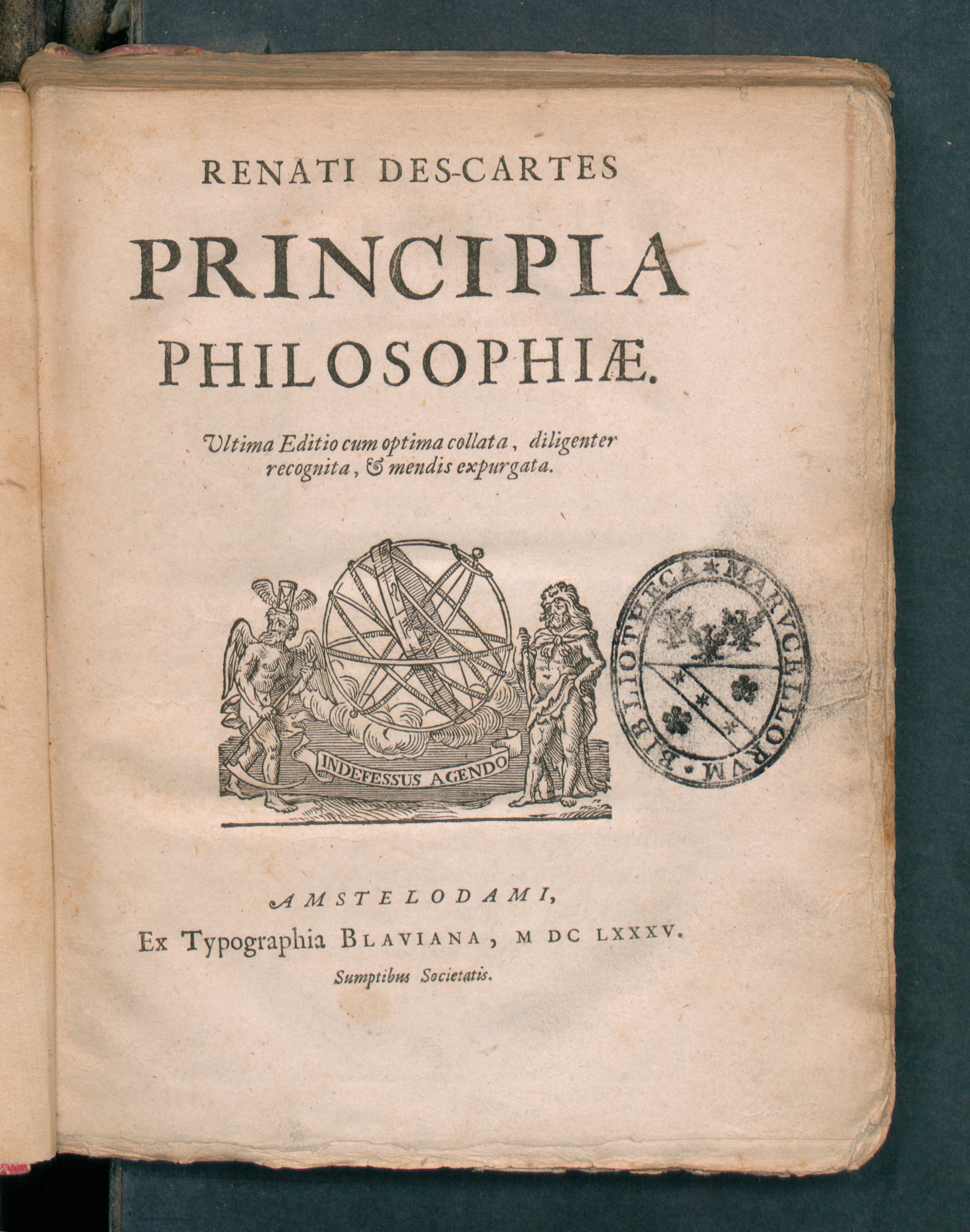
Principia philosophiae, 1685

Cartezianismul este un curent al filozofiei occidentale raționaliste, fondat de René Descartes (1596 –  1650). Descartes este deseori considerat ca fiind primul gânditor care a accentuat utilizarea rațiunii pentru a dezvolta științele naturale. A fost continuat în mod strălucit de filozoful neerlandez Baruch Spinoza și de matematicianul german Gottfried Wilhelm von Leibniz. Doctrina filosofului francez Descartes și a celorlalți continuatori este caracterizată prin metodă, ordine, rigoare.

## Istoria cartezianismului

### Alți cartezianști
Printre cei mai notabili cartezianști se numără și: Antoine Arnauld, Balthasar Bekker, Tommaso Campailla, Johannes Clauberg, Michelangelo Fardella, Antoine Le Grand, Adriaan Hereboord, Nicolas Malebranche, François Poullain de la Barre, Edmond Pourchot, Pierre-Sylvain Régis, Henricus Regius, Jacques Rohault, Christopher Wittich.